# Varusslaget
Varusslaget var et afgørende slag mellem Romerriget og en alliance af germanske stammer. Slaget stod om efteråret 9 e.Kr., måske i Teutoburgerskoven. Nyere forskning har vist at slagmarken sandsynligvis lå ved Kalkriese ved Bramsch nord for Osnabrück.
I slaget mødte tre romerske legioner ca. 30.000 mand under kommando af Publius Quinctilius Varus ca. 18.000 mand fra et forbund af Cheruskere, Marsere, Chattere, Bruktere, Chaukere og flere andre folkeslag. De blev anført af cheruskerhøvdingen Arminius (på tysk: Hermann). Det lykkedes germanerne at lokke romerne i baghold, og slaget endte med at de romerske legioner blev helt udslettet. Det germanske tab var på ca. 7.000 døde. En grund til den store germanske sejr var at Varus brugte lejede lokale spejdere. De har været medvirkende til, at fælden klappede. En anden grund var, at han delte sin styrke op, så germanerne aldrig mødte hans fuldtallige hær, men i stedet halvdelen af den to gange.
Nederlaget skabte stort røre i Rom, og Sueton fortæller at kejser Augustus lod være med at klippe hår og skæg efter nyheden. Han bankede også hovedet mod væggen, mens han råbte: "Varus, giv mig mine legioner tilbage!!"
En konsekvens af slaget blev at Romerriget definitivt opgav at skyde grænsen frem til Elben og i stedet brugte Rhinen og Donau som naturlig grænse, der blev forbundet med en række forsvarsanlæg (limes) mellem de to floder. Romerne nåede aldrig længere nordpå.
Som en markering af slaget er der i Teutoburgerskoven rejst mindesmærket Hermannsdenkmal.

## Baggrunden
Den romerske styrke var ledet af Publius Quinctilius Varus, en romersk adelsmand som var i slægt med kejserfamilien. Han var en meget erfaren statstjenestemand, og han var i efteråret år 6 e.Kr. blevet indsat som guvernør af den nye provins Germania. En af hans fortrolige var Arminius, søn af en germansk høvding. Han havde boet mange år i Rom og havde fået uddannelse og gjort tjeneste i den romerske hær. Nu var han blevet en af de rådgivere og tolke som romerne havde god brug for under erobringen af de germanske områder. Hvad Varus ikke vidste, var at Arminius havde nær kontakt med en række overhoveder for germanske stammer. Disse havde før været i indbyrdes konflikt, men det hårde romerske overherredømme havde fået dem til at gå sammen, godt hjulpet af Arminius.
I eftersommeren år 9 brød Varus og hans hær op fra sommerkvarteret ved Weser og gik mod vest mod vinterkvarterene ved Rhinen. Ved opbruddet fik han melding om et lokalt oprør i det nuværende Niedersachsen. Varus bestemte sig for at ændre ruten mod nord for at nedkæmpe oprøret. Han hæftede sig ikke ved at kursen ville bringe romerne ind i ukendt terræn. Og han vidste ikke at meldingen var falsk og fabrikeret af Arminius. Han reflekterede derfor ikke over at Arminius drog med et mindre følge i forvejen, angiveligt for at finde germanske stammer som kunne være loyale mod romerne.

## Slaget
Varus' styrke var på tre legioner, seks kohorter med auxiliae (hjælpetropper, mange af dem germanere) og tre skvadroner kavaleri. Derudover var der antagelig mange udenforstående: familie til soldater og officerer, oppassere, slaver, marketendere osv. Når afdelingerne var på stier og trange veje, dannede de en måske 20 km lang marchkolonne.

### Overfaldet
Det var i den situation at romerne blev angrebet af de germanske krigere. Arminius kendte den romerske taktik og vidste at sætte angrebne ind hvor de gjorde mest skade. Romerne kæmpede og formåede til sidst at oprette en befæstet nattestilling. Næste morgen kom de ud i åbent terræn, men udbruddet havde kostet store tab. Omtrent et døgn senere gik romerne i den afgørende fælde. Mellem et bjerg og ufremkommelige sumpe gik vejen på en omtrent hundrede meter bred bræmme af mere eller mindre tørt land. Langs vejen var der bygget jordvolde, som germanerne brugte som dækning, mens de overøste romerne med pile og kastespyd. Romerne forsøgte at storme volden, men blev slået tilbage. Kavaleriet flygtede, og de romerske styrker begyndte at gå i opløsning. Da stormede germanerne og tog livet af alle de romere de kom ind på. Man regner med, at 15.000 – 20.000 romerske soldater blev dræbt.

### Opfølgningen
De romerske kilder er enige om, at tabet var katastrofalt. De to andre legioner trak sig tilbage til vestbredden af Rhinen. Germanerne fulgte op med angreb på alle romerske byer, forter og militære positioner øst for Rhinen. Fortet Aliso holdt stand i flere uger, måske måneder, men måtte til sidst overgive sig. Besætningen reddede sig i sikkerhed.

### Reaktionen i Rom
Suetonius fortæller om kejser Augustus' reaktion, da han fik besked om slaget. Kejseren dunkede panden i marmorvæggene, mens han gentagne gange råbte i fortvivlelse: "Quintili Vare, legiones redde!" (Quintillius Varus, giv mig legionerne tilbage!). Som det skulle vise sig, havde han al mulig grund til sin fortvivlelse. Slaget markerede enden på den ufattelige triumf og ekspansion som Romerriget havde oplevet siden slutningen på borgerkrigene. Arminius sendte Varus' hoved til kongen af markomannerne, som sendte det til Rom for at blive begravet.

## Hvor stod slaget?
Selve valpladsen skulle forblive ukendt i næsten to tusind år. Det eneste holdepunkt var Tacitus, som i sin beskrivelse af slaget nævner et sted som Teutoburgiensis. Det har derfor givet et indtryk af at det fandt sted i Teutoburgerskoven, et højdedrag fra Osnabrück sydvest mod Paderborn. Gennembruddet kom, da amatørarkæologen Tony Clunn i 1987 fandt et større antal romerske mønter og projektiler til slynger. Fundene blev gjort med metaldetektor i et begrænset område ca. 10 km nordøst for Osnabrück, lige nord for et højdedrag kaldet Kalkriese. Clunns fund blev fulgt op med regulære arkæologiske undersøgelser over en årrække forestået af Kulturhistorisk museum i Osnabrück. Resultaterne er meget overbevisende, og et flertal af forskere som beskæftiger sig med denne periode, har konkluderet, at det må være valpladsen. Stedet ligger 20 - 30 kilometer nord for Teutoburgerskoven. I 2001 blev der opført et museum på stedet med rekonstruktioner af de germanske befæstningsmure.

## Følger
Den direkte følge af nederlaget blev, at Romerriget mistede størstedelen af nutidens Tyskland, området mellem Rhinen og Elben, da man trak sig tilbage for aldrig mere at vende tilbage. Rom havde mistet sin militære overlegenhed, med hvilken det havde underlagt sig store dele af Germanien. Aldrig mere skulle Rom genvinde denne overlegenhed, aldrig mere skulle Romerriget blive så stærkt, som det havde været før slaget, end ikke ved kejser Trajans død 108 år senere. En mindre trøst var det, at hurtige styrkerekrutteringer i Gallien samt en vis germansk passivitet efter slaget afværgede alle de trusler, som kunne være kommet af, at Gallien var næsten helt ubeskyttet, da Varus blev besejret.
På længere sigt havde slaget stor betydning for Europas historie, eftersom Rom aldrig fik indlemmet Germanien i den romerske provinsstruktur. Dermed sattes også et varigt skel mellem det latinske Sydeuropa og det germanske Nordeuropa.

## Tysk nationalromantik
Erindringen om slaget fik stor betydning for den senere tyske nationalfølelse. Da den voksede sig stærk i det 19. århundrede, gav den sig bl.a. udslag i opstillingen af mindesmærket Hermannsdenkmal, bygget mellem 1838 og 1875 på bjerget Teutberg sydvest for byen Detmold ved den sydlige del af Teutoburgerskoven i fyrstendømmet Lippe (nu delstaten Nordrhein-Westfalen).